# PBG Basket Poznań

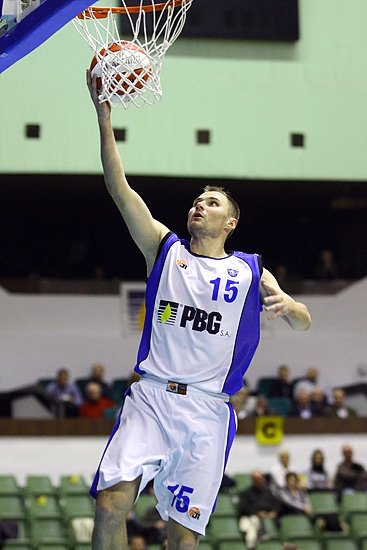
Wojciech Szawarski

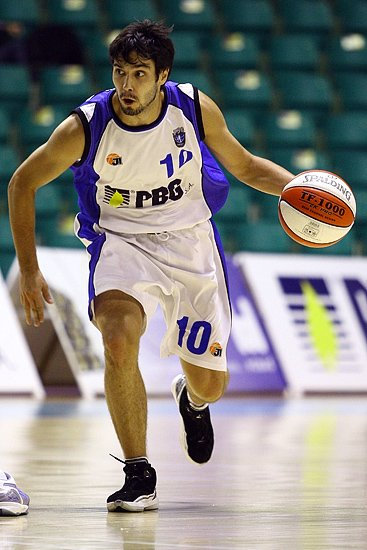
Rozgrywający PBG Uroš Duvnjak

PBG Basket Poznań – koszykarski klub sportowy grający w Polskiej Lidze Koszykówki w latach 2008 – 2012. W lipcu 2012 r. klub został wycofany z rozgrywek z powodu problemów finansowych. Siedziba klubu mieściła się w Poznaniu. Klub jest spadkobiercą tradycji Lecha Poznań.

## Sukcesy
sezon 1998/99 – 1. liga, sezon zasadniczy 25 zwyc.- 5 por., porażka w 1. rundzie play off z Astorią Bydgoszcz 0-2

sezon 1999/00 – 1. liga, sezon zasadniczy 20-10, porażka w 1 rundzie play off z Polpharmą Starogard Gdański 1-2

sezon 2000/01 – 1. liga, sezon zasadniczy 19-11, porażka w półfinale play off z Mirpolem Białystok 0-3

sezon 2001/02 – 1. liga, sezon zasadniczy 8-20, porażka w 1. rundzie play out z Mickiewiczem Katowice 1-3, spadek do 2. ligi

sezon 2002/03 – 2. liga, sezon zasadniczy 11-9, zwycięstwo w 1. rundzie play out z Orłem Białogard 3-1

sezon 2003/04 – 2. liga, sezon zasadniczy 21-7, porażka w finale play off z Górnikiem Wałbrzych 0-3, zwycięstwo w barażu o 1. ligę z SMS-em Kozienice 2-1, awans do 1. ligi

sezon 2004/05 – 1. liga, sezon zasadniczy 9-21, zwycięstwo w 2. rundzie play out z ŁKS-em Łódź 3-0, zwycięstwo w barażu z Legionem Legionowo 2-1

sezon 2005/06 – 1. liga, sezon zasadniczy 11-19, zwycięstwo w 2. rundzie play out z Team Katowice 3-1, zwycięstwo w barażu z Żubrami Białystok 2-0

sezon 2006/07 – 1. liga, sezon zasadniczy 10-16, zwycięstwo w 2. rundzie play out ze Spójnią Stargard 2-1

sezon 2007/08 – 1. liga, sezon zasadniczy 21-9, porażka w 1. rundzie play off ze Zniczem Jarosław 2-3, zaproszenie do PLK

sezon 2008/09 – PLK, sezon zasadniczy 9-17, porażka w pre play off z Polpharmą Starogard Gdański 0-2

sezon 2009/10 – TBL, sezon zasadniczy 12-14, porażka w pre play off z Energą Czarnymi Słupsk 0-2; sezon ukończony na 9. miejscu

sezon 2010/11 – TBL, sezon zasadniczy 7, porażka w play off z PGE Turowem Zgorzelec 2-3; sezon ukończony na 7. miejscu

sezon 2011/12 – TBL, sezon zasadniczy w tzw. dolnej szóstce ; sezon ukończony na 12. miejscu

### Największe sukcesy jako Lech Poznań
- Mistrz Polski (11 razy) – 1936, 1939, 1946, 1949, 1951, 1955, 1958, 1983, 1984, 1989, 1990
- Wicemistrz Polski (7 razy) – 1937, 1948, 1950, 1961, 1982, 1985, 1991
- Brązowy medalista mistrzostw Polski (7 razy) – 1938, 1947, 1956, 1959, 1987, 1988, 1994
- Puchar Polski (3 razy) – 1954, 1955, 1984
- 1/2 Pucharu Europy Mistrzów Krajowych – 1958/1959
- 1/8 Pucharu Europy Mistrzów Krajowych – 1989/1990

### Znani zawodnicy
Jarosław Jechorek  (grał w latach 1998–99, 2001)

Keith Williams  (1998–99)

Wojciech Ziółkowski  (2002–2004)

Bartłomiej Tomaszewski  (2005–06)

Paweł Wiekiera  (2007–2008)

Joseph McNaull   (2007–2008)

Adam Wójcik  (2008–2009)

Wojciech Szawarski  (2008–2010)

Miah Davis  (2008–2009)

Rafał Bigus  (2008–2009)

Zbigniew Białek  (2009–2010)

Adam Waczyński  (2009–2010)

Hubert Radke  (2009–2010)

Robert Tomaszek  (2009–2010)

Damian Kulig  (2010–2012)

### Nazwy
- Black Jack Poznań
- Alpen Gold Poznań
- KKS Poznań
- MKK Pyra Poznań
- KK Politechnika Poznańska
- PBG Basket Poznań

## Hala
Sezon  2009/2010
- Hala widowiskowo-sportowa "Arena"
  - Ulica: Wyspiańskiego 33
  - Pojemność: 4200
  - Telefon:

Sezon 2010/2011
- Hala AWF
  - Ulica: Droga Dębińska 10C
  - Pojemność: 1200
  - Telefon:

## Władze klubu
- Prezes Zarządu: Adam Bekier
- Dyrektor Zarządzający: Radosław Majchrzak
- Menedżer Drużyny: Arkadiusz Sondej

## Sztab szkoleniowy

### Trenerzy

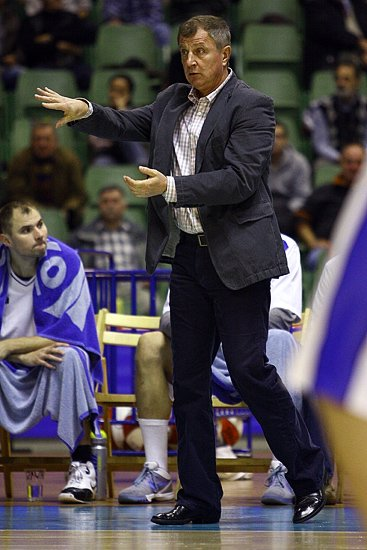
Były trener PBG Eugeniusz Kijewski

| Trener                | Rozpoczął        | Zakończył        |
| --------------------- | ---------------- | ---------------- |
| Adam Wielgosz         | wrzesień 1998    | marzec 1999      |
| Czesław Daś           | wrzesień 1999    | kwiecień 2000    |
| Aleksander Krutikow   | wrzesień 2000    | kwiecień 2001    |
| Zbigniew Grzeszczyk   | wrzesień 2001    | marzec 2002      |
| Tadeusz Dudziński     | wrzesień 2002    | marzec 2003      |
| Jarosław Marcinkowski | wrzesień 2003    | październik 2005 |
| Tomasz Cichocki       | październik 2005 | listopad 2006    |
| Wojciech Krajewski    | listopad 2006    | styczeń 2008     |
| Tomasz Cichocki       | styczeń 2008     | maj 2008         |
| Eugeniusz Kijewski    | maj 2008         | grudzień 2009    |
| Dejan Mijatović       | grudzień 2009    | czerwiec 2010    |
| Milija Bogićević      | czerwiec 2010    |                  |

## Zawodnicy

### Zawodnicy w sezonie 2011/2012
| PBG Basket Poznań |                           |                      |                |        |
| Poz.              | Imię i nazwisko           | Data urodzenia       | Paszport       | Wzrost |
| PG                | Niksa Nikolić             | 15 maja 1991         | Serbia         | 195 cm |
| PG                | Đorđe Mićić               | 11 września 1983     | Serbia         | 196 cm |
| C                 | Damian Kulig              | 23 czerwca 1987      | Polska         | 205 cm |
| PF                | Krzysztof Martuzalski     | 8 października 1993  | Polska         | 188 cm |
| SG                | Tomasz Smorawiński        | 4 marca 1987         | Polska         | 190 cm |
| SG                | Jakub Nowak               | 8 marca 1989         | Polska         | 188 cm |
| PF                | Aleksander Lichodzijewski | 22 października 1984 | Polska/ Belgia | 204 cm |
| PF                | Szymon Milczyński         | 5 stycznia 1993      | Polska         | 203 cm |
| PG                | Filip Nowicki             | 7 kwietnia 1993      | Polska         | 188 cm |
| C                 | Jakub Parzeński           | 3 grudnia 1991       | Polska         | 212 cm |
| SF                | Mateusz Bartosz           | 29 marca 1987        | Polska         | 205 cm |
| SG                | Jacek Sulowski            | 15 marca 1979        | Polska         | 192 cm |
| PF                | Žarko Comagić             | 28 września 1985     | Serbia         | 199 cm |
| Trener:           | Milija Bogićević          | 5 listopada 1974     | Serbia         |        |

### Zawodnicy w sezonie 2010/2011
| PBG Basket Poznań |                   |                   |                      |        |
| Poz.              | Imię i nazwisko   | Data urodzenia    | Paszport             | Wzrost |
| SG                | Piotr Dąbrowski   | 15 listopada 1985 | Polska               | 191 cm |
| PG                | Cliff Hawkins     | 24 listopada 1981 | Stany Zjednoczone    | 186 cm |
| PF                | Damian Kulig      | 23 czerwca 1987   | Polska               | 202 cm |
| SG                | Eddie Miller      | 30 maja 1985      | Stany Zjednoczone    | 191 cm |
| PG                | Tomasz Ochońko    | 29 sierpnia 1986  | Polska               | 183 cm |
| PF                | Piotr Stelmach    | 23 lutego 1984    | Polska               | 205 cm |
| SF                | Greg Surmacz      | 13 maja 1985      | Polska               | 203 cm |
| C                 | Vladimir Tica     | 11 czerwca 1981   | Serbia               | 208 cm |
| SF                | Mujo Tuljković    | 17 czerwca 1979   | Bośnia i Hercegowina | 203 cm |
| SG                | Łukasz Wiśniewski | 7 grudnia 1984    | Polska               | 186 cm |
| Trener:           | Milija Bogićević  | 5 listopada 1974  | Serbia               |        |

### Zawodnicy w sezonie 2009/2010
| PBG Basket Poznań |                    |                      |                   |        |
| Poz.              | Imię i nazwisko    | Data urodzenia       | Paszport          | Wzrost |
| SF                | Zbigniew Białek    | 5 listopada 1982     | Polska            | 202 cm |
| SG                | Adam Waczyński     | 15 listopada 1989    | Polska            | 192 cm |
| SF                | Wojciech Szawarski | 2 sierpnia 1976      | Polska            | 195 cm |
| SF                | Andrija Ćirić      | 28 grudnia 1980      | Serbia            | 199 cm |
| C                 | Hubert Radke       | 25 października 1980 | Polska            | 208 cm |
| PG                | Uroš Duvnjak       | 19 listopada 1987    | Serbia            | 190 cm |
| SF                | Thomas Mobley      | 12 marca 1981        | Stany Zjednoczone | 196 cm |
| SG                | Paweł Mowlik       | 10 stycznia 1989     | Polska            | 183 cm |
| C                 | Nenad Misanović    | 11 czerwca 1984      | Serbia            | 217 cm |
| SG                | Albert Skowroński  | 14 stycznia 1988     | Polska            | 190 cm |
| SF                | Tomasz Semmler     | 14 lutego 1985       | Polska            | 195 cm |
| PF                | Robert Tomaszek    | 16 czerwca 1981      | Polska            | 205 cm |
| PG                | Saša Ocokoljić     | 21 października 1976 | Serbia            | 183 cm |
| Trener:           | Dejan Mijatović    | 14 września 1968     | Serbia            |        |
| II trener:        | Tomasz Jankowski   | 25 lipca 1972        | Polska            | 206 cm |